# یونی‌پروت
یونی‌پروت (به انگلیسی: UniProt) یک پایگاه داده آزاد و همگانی از ساختار اولیه پروتئین و اطلاعات عملکردی آنان است که داده‌های خود را از پروژه‌های توالی‌نگاری ژن‌ها می‌گیرد. این پایگاه داده، مخزن عظیمی از اطلاعات دربارهٔ عملکرد زیست‌شناختی پروتئین‌هاست که از مقالات پژوهش‌ی استخراج شده‌است. پشتیبانی و حفظ این پایگاه داده به عهدهٔ «کنسرسیوم یونی‌پروت» است که متشکل از چندین سازمان اروپایی بیوانفورماتیک و یک مؤسسهٔ آمریکایی در واشینگتن، دی.سی. است که در سال ۲۰۰۲ در کنار هم جمع شدند و این کنسرسیوم را پدید آوردند. پایگاه دادهٔ UniProt در دسامبر ۲۰۰۳ میلادی با همکاری این نهادهای علمی راه‌اندازی شد.
بودجه و پشتیبانی مالی این پایگاه داده‌ها، توسط مؤسسه ملی تحقیقات ژنوم انسان، مؤسسه ملی سلامت، کمیسیون اروپا، دولت فدرال سوئیس، caBIG و وزارت دفاع ایالات متحده آمریکا تأمین می‌شود.